# Daniel Köbler

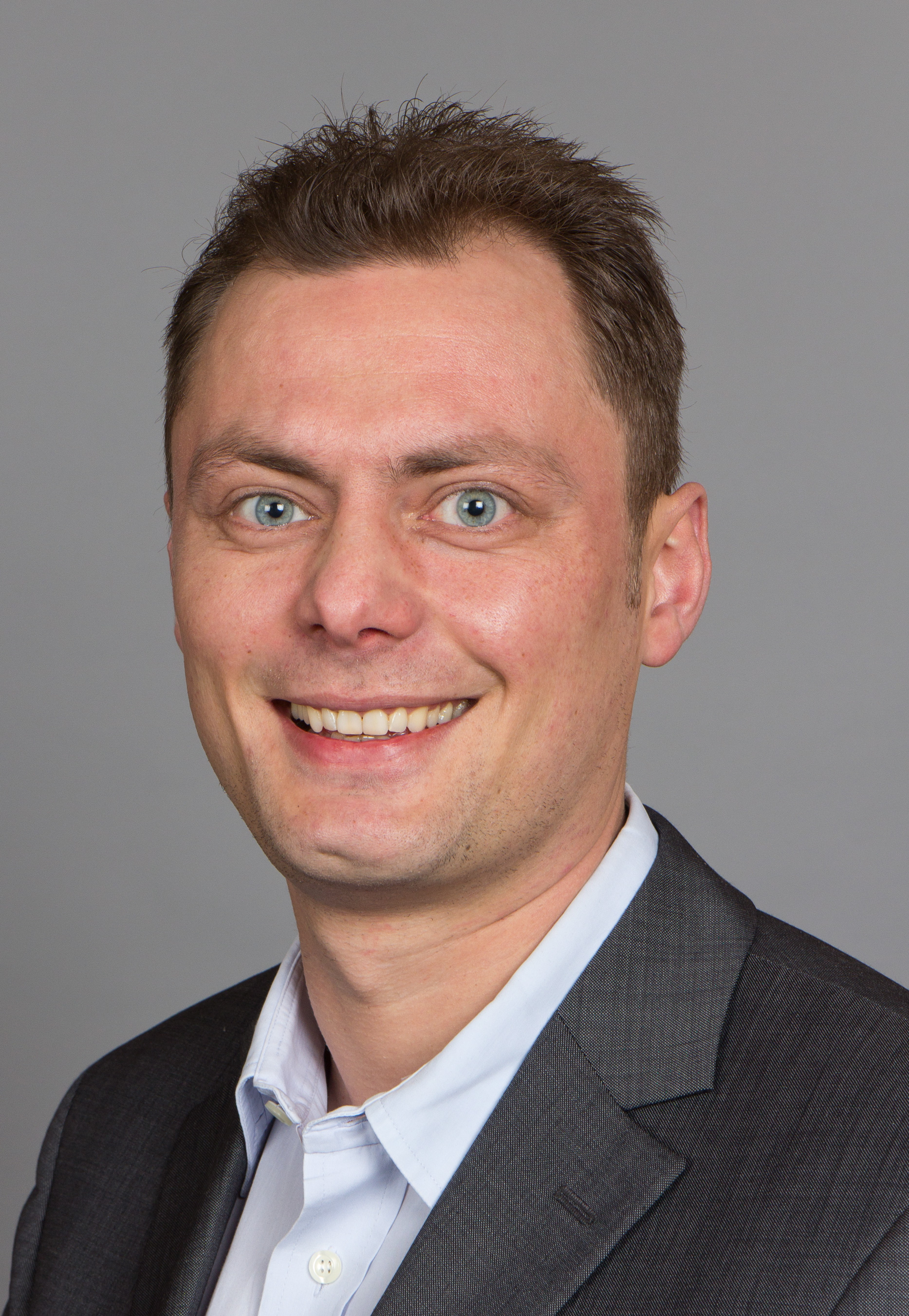
Daniel Köbler (2014)

Daniel Köbler (* 3. April 1981 in Mainz) ist ein rheinland-pfälzischer Politiker (Bündnis 90/Die Grünen). Seit 2011 ist er Abgeordneter im Landtag Rheinland-Pfalz. Vom 11. Mai 2011 bis 2016 war er Vorsitzender der grünen Landtagsfraktion. Darüber hinaus ist er seit 2019 Ortsvorsteher des Mainzer Ortsbezirks Oberstadt.

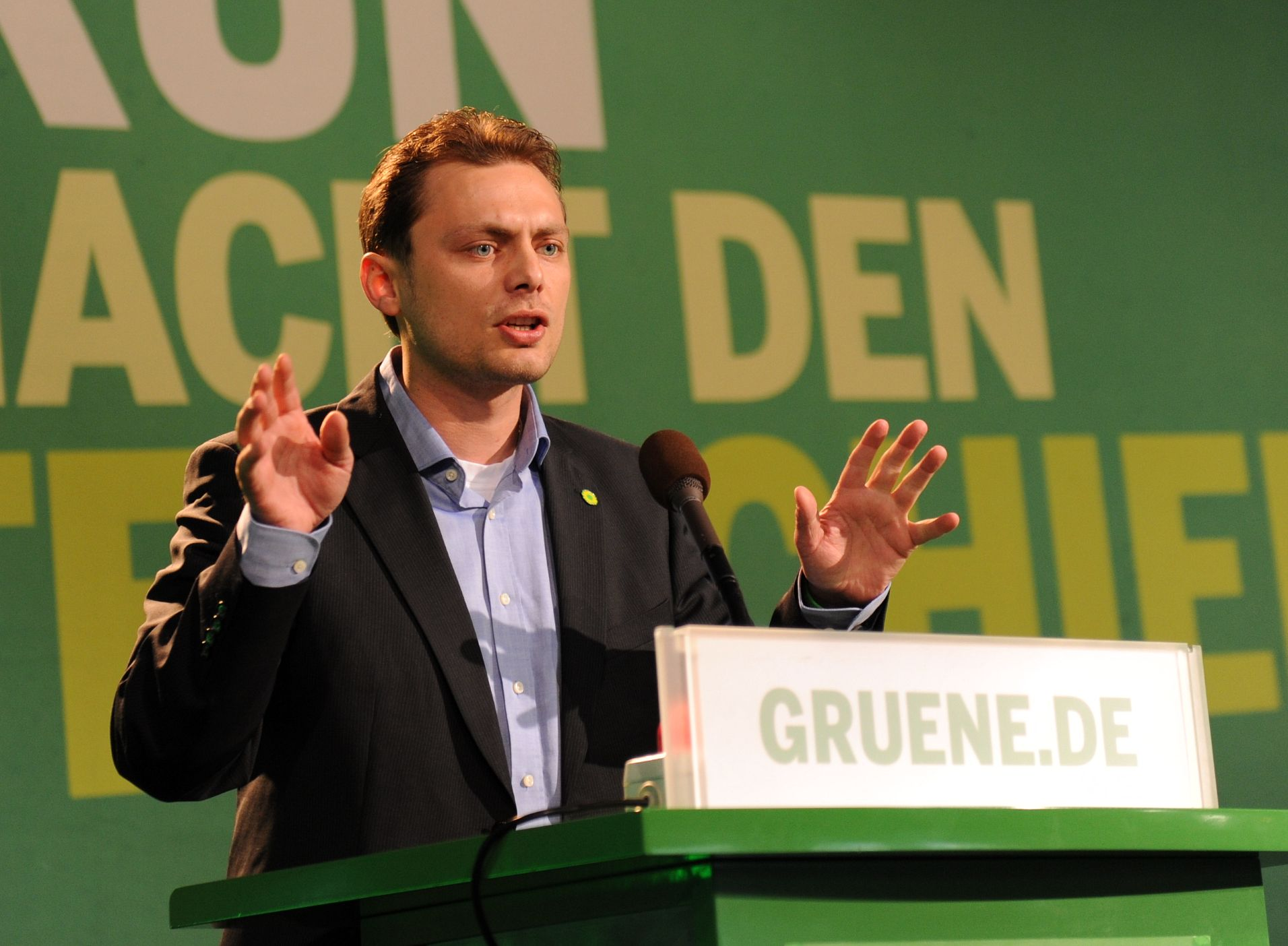
Daniel Köbler

## Familie und Studium
Köbler wurde als einer zweier Söhne einer Ärztin und eines Betriebswirts geboren und besuchte zunächst die Martinusschule und das Bischöfliche Willigis-Gymnasium. 1997 wechselte er von Schulen in kirchlicher Trägerschaft zu einer in städtischer Trägerschaft und machte im Jahr 2000 am Gutenberg-Gymnasium in Mainz das Abitur. Danach studierte Köbler Politikwissenschaft an der Johannes Gutenberg-Universität Mainz. 2008 schloss er sein Studium mit einem Magister ab. Köbler lebt mit seiner Ehefrau und seinen drei Töchtern in Mainz.

## Politik
Köbler trat im September 2001 der Grünen Jugend und zum Jahreswechsel 2002 der Partei Bündnis 90/Die Grünen bei. Bei der Grünen Jugend hatte er 2002 bis 2005 verschiedene Ämter inne, zuletzt Landesvorstandssprecher (= Landesvorsitzender). Von 2002 bis 2006 arbeitete er auch als Mitarbeiter des rheinland-pfälzischen Landtagsabgeordneten Nils Wiechmann. 2004 wurde er für die Grünen in den Mainzer Stadtrat gewählt, wo er aktuell für die Politikbereiche Finanzen und Beteiligung zuständig ist. 2005 kandidierte er als Direktkandidat des Bundestagswahlkreises Mainz und war auch auf Listenplatz 4 der rheinland-pfälzischen Grünen. Im November des gleichen Jahres wurde er in den Landesparteirat gewählt. Von November 2008 bis 2011 war als Nachfolger von Nils Wiechmann Landesvorstandssprecher.
2011 bildete er zusammen mit Eveline Lemke das Spitzenkandidatenduo der rheinland-pfälzischen Grünen für die Landtagswahl. Er wurde als Direktkandidat im Wahlkreis Mainz I aufgestellt, in dem er mit einem Wahlkreisstimmenanteil von 27,0 Prozent das beste Wahlkreisergebnis der Grünen bei dieser Wahl erzielte. Im Landtag wurde er im Mai 2011 zum Fraktionsvorsitzenden von Bündnis 90/Die Grünen gewählt und 2013 in diesem Amt bestätigt. Nach der Landtagswahl 2016, bei der ihm der Wiedereinzug in den Landtag gelang, gab er dieses Amt ab. 2019 erreichte er mit 56301 Stimmen Platz 6 von 17 der Grünen Stadtratskandidaten. Bei der Stichwahl am 16. Juni 2019 wurde er mit knapper Mehrheit zum Ortsvorsteher der Mainzer Oberstadt gewählt.
Am 18. Mai 2021 zog er als B-Kandidat im Wahlkreis Mainz I erneut in den rheinland-pfälzischen Landtag ein, nachdem Katharina Binz zur Ministerin ernannt worden war und ihr Mandat niedergelegt hatte. Köbler ist stellvertretender Vorsitzender des Ausschusses für Arbeit, Soziales, Pflege und Transformation.
Am 21. Mai 2025 wählte ihn der Mainzer Stadtrat als Nachfolger von Günter Beck zum Bürgermeister und Finanzdezernenten der Landeshauptstadt Mainz. 
Er wird seine achtjährige Amtszeit im Februar  2026 antreten.